# Буланова, Анастасия Григорьевна
Анастаси́я Григо́рьевна Була́нова (1890—1955) — русская советская крестьянская певица и сказительница. Представительница песенного стиля народов Севера. Участница Северного русского народного хора.

## Биография
Анастасия Буланова родилась в 1890 году в крестьянской семье в деревне Веегора Пинежского района Архангельской области. С молодых лет Анастасию Буланову часто приглашали на свадьбы и на похороны, где она мастерски исполняла как свадебные песни, так и похоронные причеты. В 1935 году по приглашению Антонины Колотиловой она стала участницей Русского народного хора северной песни.
Анастасия Буланова являлась вожаком этой фольклорной группы. Её участницы учились у Булановой мастерству народного пения и усвоили благодаря ей множество песен. По словам Антонины Колотиловой, «Огромная музыкальная память и богатая фантазия, которыми обладает Буланова, поражают каждого встречающегося с нею». По утверждению Большой советской энциклопедии, «Исполняя протяжные, хороводные, свадебные песни, байки (колыбельные) и другие, Буланова с большим искусством применяет сложные приёмы узорчатого мелодического развития».